# Легионер (фильм)
«Легионер» (англ. Legionnaire) — приключенческий фильм 1998 года, главную роль в котором сыграл Жан-Клод Ван Дамм.

## Сюжет
1925 год, Марсель. Чемпион по боксу Ален Лефевр по требованию босса местной мафии Люсьена Галгани должен проиграть бой с претендентом Жюло: Галгани обещает большую денежную сумму Лефевру в обмен на «слив» матча, и на этом настаивает брат Алена Максим. Ален хочет сразу после боя уехать с братом и своей бывшей невестой Катриной, ныне любовницей Галгани, в Штаты. В ходе боя Ален не выносит оскорблений от Жюло и побеждает его нокаутом, сбегая с Максимом с ринга. Люсьен Галгани и его брат Рене бросаются в погоню, в ходе которой Рене убивает Максима, а Лефевр в знак мести убивает Рене. Катрина, ждавшая Алена на вокзале, поймана Люсьеном: деньги и билеты остались у погибшего Максима.
За Аленом охотятся полиция и мафия. Не видя спасения, он записывается во французский Иностранный легион под именем Ален Дюшамп и оказывается в Марокко, где в этот период идёт Рифская война. Среди его сослуживцев — беглый негр из США Лютер, которого обвиняют в убийстве; итальянец Гвидо, который жаждет заработать денег на свадьбу со своей подругой Анной; англичанин Макинтош, которого с позором уволили из армии за то, что он проиграл в азартные игры много денег. Всех новобранцев подвергают жестокой муштре, выбивая из них индивидуализм и внушая, что Легион для них отныне станет большой семьёй. Всем им предстоит воевать против берберов и их вождя Абд-аль-Крима, которые считают французов оккупантами.
Легионеры в свободное от службы время заглядывают в местный бордель, где развлекаются: не развлекается один только Лефевр, вспоминая Катрину. Он делится своими переживаниями с Макинтошем, который рассказывает и о своём разжаловании из майоров. Во время учений сержант Штейнкампф выбирает Лефевра для газетной фотографии: Галгани, прочитав эту статью, посылает Жюло и Виктора расправиться с Лефевром и отомстить за брата. Тем временем отряд легионеров совершает большой переход на подмогу гарнизону форта Берналь, маршируя по безводной пустыне. В ходе марша Гвидо теряет сознание, и Лефевр отказывается бросить его умирать, вытаскивая на себе. Добравшись до источника воды, легионеры неожиданно попадают в засаду берберов: в ходе боя погибает Гвидо, спасая командира от гибели, а берберы угоняют мулов с припасами и продовольствием. Выжившие добираются до форта, где Лефевр встречает завербованных Виктора и Жюло.
На следующий день Ален, Макинтош и ещё несколько легионеров отправляются в дозор. Неожиданно Ален оказывается на мушке у Макинтоша, который признаётся, что Виктор подговорил его убить Лефевра: отец Макинтоша разорился, оплачивая долги сына, а Галгани пообещал Макинтошу компенсировать все расходы. Однако в это момент на них нападают берберы: легионеры отступают к крепости, сдерживая натиск берберов. Нападающие забрасывают крепость взрывпакетами и разрушают склад боеприпасов. Легион несёт огромные потери, и Штейнкампф с Макинтошем принимают решение отправить Лютера под видом местного жителя в форт Корбье, чтобы заодно выяснить силы берберов и найти хоть какую-нибудь помощь. Алену, несмотря на его возражения, запрещают идти с Лютером: последний перед уходом на разведку дарит свою губную гармонику Алену как символ дружбы.
Утром берберы приводят пленного Лютера к крепости и начинают над ним издеваться: Лефевр пристреливает друга, чтобы избавить его от мучений. Берберы начинают обстреливать крепость из пушек и идут на решающий штурм: в ходе боя гибнут почти все легионеры. Оставшийся в живых Виктор пытается убить Лефевра, не желая ему раскрывать судьбу Катрины, но погибает сам от пули Макинтоша. Тот говорит Алену, что Катрина сумела сбежать от Галгани в Америку. Лефевр отдаёт последний винтовочный патрон Макинтошу, поскольку командир советовал легионерам оставить «последнюю пулю для себя».
Единственный оставшийся в живых из гарнизона крепости Лефевр выходит и предстаёт перед вождём берберов Абд аль-Кримом. Тот, ценя его храбрость, дарует ему жизнь и свободу, но требует передать Легиону, что их ждёт такая же незавидная судьба, как и защитников гарнизона, если они не прекратят войну. Ален остаётся один в пустыне, вспоминая своих друзей и Катрину. 
Существует альтернативная концовка, в которой Ален спасает Катрину и убивает Галгани, но не стал делать этого, поскольку режиссер и продюсер посчитали сцену слишком жестокой. Существует также другой сценарий альтернативной концовки: в канун Нового года, Ален целится из пистолета в Галгани и в зале становится тихо. Но воздерживается от убийства и уходит с Катриной.

## В ролях
| Актёр                     | Роль                      |
| ------------------------- | ------------------------- |
| Жан-Клод Ван Дамм         | Ален Лефевр / Ален Дюшамп |
| Адевале Акиннуойе-Агбадже | Лютер                     |
| Стивен Беркофф            | сержант Штейнкампф        |
| Николас Фаррелл           | Макинтош                  |
| Джим Картер               | Люсьен Галгани            |
| Ана Софренович            | Катрина                   |
| Даниэль Кальтаджироне     | Гвидо Росетти             |
| Джозеф Лонг               | Максим Лефевр             |
| Джой Монтана              | Жюло                      |
| Ким Ромер                 | капитан Руссело           |
| Марио Калли               | Рене Галгани              |
| Андерс Питер Бро          | лейтенант Шатье           |
| Пауль Кинман              | Рольф Брюнер              |
| Винсент Пикеринг          | Виктор                    |
| Такис Триггелис           | Капрал Метц               |
| Камель Крифа              | Абд аль-Крим              |

## Съёмочная группа
- Режиссёр — Питер МакДональд
- Авторы сценария — Шелдон Леттич, Жан-Клод Ван Дамм, Ребекка Моррисон
- Продюсеры — Питер МакДональд, Эдвард Р. Прессман, Жан-Клод Ван Дамм
- Сопродюсеры — Камель Крифа, Роберто Малерба, Ричард Дж. Мерфи
- Исполнительные продюсеры — Кристиан Халсли Соломон, Шелдон Леттич
- Соисполнительные продюсеры — Сэмюэл Хадида, Вернер Кениг
- Ассоциированные продюсеры — Венди Фридман, Ли Соломон, Грегори Г. Воэрц
- Оператор — Дуглас Милсом
- Композитор — Джон Олтмен
- Монтаж — Майк Мерфи, Кристофер Теллефсен
- Подбор актёров — Ирен Ламберт
- Художник-постановщик — Чарльз Вуд
- Художник по декорациям — Алессандра Керцола
- Постановщики трюков — Грег Пауэлл, Джоэль Пруст (марокканская группа)
- Ассистент постановщика трюков — Гари Пауэлл

В титрах немецкая певица Уте Лемпер исполняет песню 1936 года «Мой легионер».